# Denis Lunghi
Denis Lunghi (* 21. Januar 1976 in Biella, Italien) ist ein ehemaliger italienischer Radrennfahrer.
Nachdem Lunghi 1998 bei den Nachwuchs-Etappenrennen Giro delle Regioni und Giro Ciclistico d’Italia jeweils eine Etappe gewonnen hatte, wurde er 1999 Vertragsfahrer beim Team Polti, für das er bereits zum Saisonende als Stagiaire fuhr. Seinen ersten internationalen Sieg bei der Elite erzielte er im Jahr 2000 beim Gran Premio Industria e Commercio Artigianato Carnaghese. Lunghi bestritt dreimal den Giro d’Italia. Seine beste Platzierung gelang ihm beim 2002 mit Rang 30, wo ihm auch mit den Solosieg auf der zwölften Etappe sein größter Karriereerfolg gelang. Nach gesundheitlichen Problemen beendete Lunghi in der Saison 2004 seine Karriere.

## Palmares
1998
- 5. Etappe Giro delle Regioni
- 1. Etappe Giro Ciclistico d’Italia

2000
- Gran Premio Industria e Commercio Artigianato Carnaghese

2001
- Giro del Friuli

2002
- 12. Etappe Giro d’Italia

2003
- 1. Etappe Giro d’Abruzzo
- 6. Etappe Tour of Qinghai Lake

## Teams
- 1998: Team Polti Stagiaire
- 1999: Team Polti
- 2000–2002: Team Colpack
- 2003–2004: Alessio